# Onze-Lieve-Vrouw van Bijstandkerk (Tremelo)

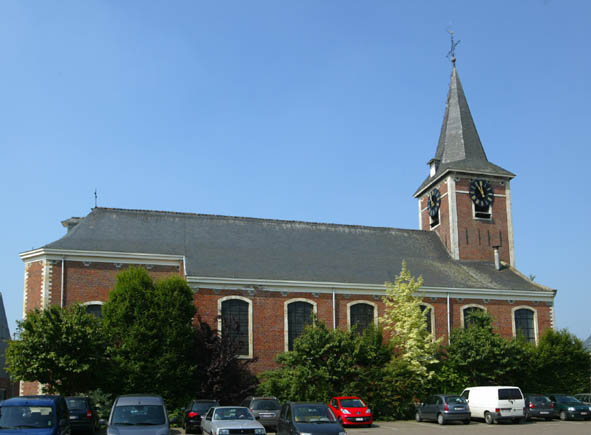
Onze-Lieve-Vrouw van Bijstandkerk

De Onze-Lieve-Vrouw van Bijstandkerk is de parochiekerk van de Vlaams-Brabantse plaats Tremelo, gelegen aan de Schrieksebaan.
Deze kerk in classicistische stijl werd gebouwd in 1781-1783. Hierbij werd materiaal gebruikt van de in 1781 gesloopte kapellen in de gehuchten Veldonk, Kruis en Ninde. Daar werden vervolgens kleinere kapelletjes gebouwd.

## Gebouw
Het betreft een driebeukige bakstenen kerk die naar het zuidoosten is georiënteerd, met ingebouwde noordwesttoren.

## Interieur
Het interieur wordt overkluisd door een tongewelf.
De kerk bezit enkele schilderijen van omstreeks 1700. Ook is er een laat 18e-eeuws schilderij door Egidius Smeyers, namelijk Sint-Johannes op Patmos. Er is een 16e-eeuws Mariabeeld en er zijn enkele laat 17e-eeuwse beelden, en wel van Sint-Augustinus en Sint-Norbertus.
Het hoofdaltaar (eind 18e eeuw) is in Lodewijk XVI-stijl. De 17e-eeuwse zijaltaren zijn in barokstijl. Het marmeren doopvont is van eind 18e eeuw.